# Geiselnahme im Apple Store in Amsterdam
Die Geiselnahme im Apple Store in Amsterdam fand am Dienstag, den 22. Februar 2022, im Apple Store am Leidseplein in Amsterdam statt.

## Verlauf
Am 22. Februar 2022 um 17.38 Uhr erhielt die Amsterdamer Polizei die Meldung eines Passanten, der eine Person mit Waffe gesichtet hat. Kurz darauf meldete der Sicherheitsdienst des Apple Stores, dass dort geschossen wurde und dass dort wahrscheinlich eine Geiselnahme stattfinde. Daraufhin wurde behördenintern das Sondereinsatzkommando Dienst Speciale Interventies (DSI) alarmiert. Um 17.41 Uhr waren die ersten örtlichen Polizisten vor Ort, um 17.45 Uhr traf das Rapid Response Team des DSI ein.
Der Täter forderte von der Einsatzzentrale der Polizei 200 Millionen Euro in Kryptowährung sowie freies Geleit, andernfalls werde er sich in die Luft sprengen. Viele Besucher verließen inzwischen den Laden. Der Täter hatte eine halbautomatische Waffe und eine Handwaffe. Außerdem trug er Tarnkleidung, unter der sich ein Sprengstoffgürtel befand. Er beschoss die örtlichen Polizisten mit seiner halbautomatischen Waffe, es wurde jedoch niemand verletzt.
Der Leidseplein wurde vollständig evakuiert. Der Geiselnehmer lief im Geschäft umher und hielt die Geiseln mit geladener Waffe fest. Dutzende von Menschen befanden sich im Gebäude, davon vier in einem kleinen Abstellraum. Der Geiselnehmer sendete Fotos von sich an den lokalen Nachrichtensender AT5, der daraufhin die Polizei kontaktierte.
Die Polizei bat Bewohner und Mitarbeiter am ganzen Leidseplein, in ihrer Wohnung oder in ihrem Geschäft zu bleiben. Besucher des Zentrums De Balie, in der Nähe des Geschäfts, sollten von den Fenstern wegbleiben. Das ganze Gebiet und der Platz wurden untersucht. Polizeihubschrauber flogen über dem Apple Store. Die spezielle Eingreiftruppe und die königliche Militärpolizei waren auch anwesend.
Apple-Mitarbeiter, die sich selbst in der Kantine versteckt hatten, wurden befreit. Dutzende Menschen verließen das Gebäude und wurden betreut. Sie gaben am Bahnhof Zeugenaussagen ab.
Der Geiselnehmer forderte Wasser von den Verhandlern. Ein Polizeiroboter brachte das Wasser an die Tür des Geschäfts. Eine Geisel sollte das Wasser abholen, flüchtete aber stattdessen. Der Geiselnehmer rannte ihm über den Leidseplein hinterher. Er wurde bewusst von einem Wagen des DSI angefahren und stürzte daraufhin zu Boden. Während der Untersuchung durch einen Polizeiroboter zielten sie mit Laserzielerfassung auf ihn, danach wurden die vier Geiseln aus dem Abstellraum befreit.
Nachdem sich herausstellte, dass er keine Sprengsätze besaß, wurde der nicht mehr ansprechbare Geiselnehmer in ein Krankenhaus eingeliefert. Er erlag am 23. Februar seinen Verletzungen.

## Hintergrund
Das Amerikanische Technologieunternehmen Apple verfügt über hunderte von Läden. Der Apple Store am Leidseplein war der erste in den Niederlanden. Er öffnete unter großem Interesse am 3. März 2012.

## Ermittlungen

### Täter
Die Polizei durchsuchte am selben Abend zwei Wohnungen, die des Geiselnehmers selbst und eine andere, die er oft besuchte.
Der Täter war Abdel Rahman Akkad, zur Tatzeit 27 Jahre alt, geboren in Amsterdam. Er kam mehrere Male mit der Justiz in Konflikt, darunter auch wegen Waffenbesitzes. Seine letzte Straftat, Belästigung seiner Ex-Freundin, beging er im Mai 2021. Er zeigte regelmäßig auffälliges Verhalten und war bei Einsatzkräften bekannt. 2018 gründete er eine Installationsfirma, für die nie ein Jahresabschluss eingereicht wurde. Sein Vater war syrischer Abstammung und wohnte an der durchsuchten Adresse.
Akkad arbeitete als Lieferant für Albert Heijn(AH). Vor dem Apple Store parkte er mit einem AH-Lieferwagen mit eingeschalteter Warnblinkanlage. Die Sprengsätze waren echt, aber nicht scharf. Nach seinem Tod wurde die Anklage gegen den Militärpolizisten eingestellt, die Ermittlungen wurden jedoch fortgesetzt. Neben der Befragung wurden auch Datenträger der Wohnung ausgelesen. Die Ermittlungen sollten mehr Licht auf sein Motiv und die Herkunft der Sprengsätze werfen.

### Militärpolizei
Der Fahrer des Wagens, das Akkad anfuhr, war ein Militärpolizist, der beim DSI aktiv war. Die Landespolizei ermittelte, weil der Geiselnehmer gewaltsam überwältigt worden war. Es wurden diverse Zeugen befragt, darunter auch die Geisel, die einen forensischen Test machte. Die Bombenweste sowie die Schusswaffen wurden ebenfalls untersucht. Das Fahrzeug des Geiselnehmers wurde auch durchsucht. Der Militärpolizist wurde nicht angeklagt, weil er laut Staatsanwaltschaft im Rahmen der behördlichen Weisungen handelte. Gebrauch der Schusswaffe wäre nicht angemessen gewesen, weil es zu wenige Informationen über die Sprengsätze gab. Das Bezirksgericht der Ost-Niederlande untersuchte den Fall aufgrund seines militärischen Status nicht.

## Folgen

### Soziale Medien
Während der Geiselnahme teilten Kanäle wie Juicechannels Informationen über Personen, die sich noch im Gebäude befanden. Die Polizei telefonierte mit den Influencern, damit diese die Videos herunternahmen, da der Täter Nachrichtenberichte verfolgte. Die Polizei ging aktiv auf Menschen mit Livestreams zu und forderte sie auf, diese zu stoppen.

### Geiseln
Anfänglich wurde vermutet, dass es  sich bei der Hauptgeisel um einen Briten handle, später wurde bekannt, dass es ein 44-jähriger Bulgare war. Laut Opferhilfe Niederlande, die ihm geholfen hatte, gab er an, nicht in den Medien auftreten zu wollen, und forderte die Entfernung von Bildern der Geiselnahme. Er und die vier Geiseln in der Abstellkammer erhielten von der Amsterdamer Bürgermeisterin Femke Halsema eine Heldennadel für Mut und Entschlossenheit.
Die aus dem Gebäude befreiten Personen erhielten Opferhilfe.
Am 23. und 24. Februar 2022 konnten die Betroffenen in einem Bus der Opferhilfe ihre Geschichten erzählen.

### Apple
Am 23. Februar 2022 bestätigte Apple, dass es allen Mitarbeitern gut gehe. Das Unternehmen antwortete nicht auf Fragen und äußerte sich nicht zum Zustand des Personals. Mitarbeiter durften sich nicht gegenüber der Presse äußern.
Das Geschäft in Amsterdam blieb mehrere Tage geschlossen. Die anderen Apple Stores in Haarlem und Den Haag nur am 23. Februar.